# Kaneto Shindo
Kaneto Shindo (新藤 兼人: Shindō Kaneto), född 22 april 1912 i Hiroshima, död 29 maj 2012, var en japansk filmregissör.

## Filmografi (urval)
- 1952 – Hiroshimas barn
- 1960 – Den nakna ön
- 1964 – Gropen